# Tuzla
Tuzla (in cirillico Тузла) è una città e comune della Bosnia ed Erzegovina con 110 979 abitanti al censimento 2018. Dopo Sarajevo e Banja Luka, Tuzla è la terza città della Bosnia ed Erzegovina, oltre ad essere il capoluogo dell'omonimo cantone, che conta 498 549 abitanti.
La città è collinare ed è legata alla produzione e commercio del sale. Tuzla è chiamata la città del sale (in turco "Tuz" significa sale, appunto). Sono immensi i giacimenti di sale minerario che si trovano nel suo sottosuolo. È l'unica città europea ad avere nel centro cittadino un lago salato, creato artificialmente attraverso l'utilizzo delle falde acquifere salate. Negli ultimi anni la città si è modernizzata grazie a grattacieli di vetro, restauro dei vecchi palazzi e costruzione di nuove infrastrutture come fontane e biblioteche.

## Geografia fisica
Situata nel nordoccidente della regione, la città di Tuzla è circondata dalle montagne Majevica (943 metri), Ozren, Konjuh e Javornik. È attraversata dai fiumi Spreča e Jala.
 A causa dell'intensivo sfruttamento e della estrazione del sale dal suo sottosuolo, la città sta letteralmente sprofondando su se stessa.

## Storia
Nel 1463 la regione fu occupata e annessa all'Impero ottomano e nel 1878 all'Impero austro-ungarico. Solo nel 1918 il territorio di Tuzla e tutta la regione della Bosnia entrarono a far parte del regno jugoslavo. Durante la guerra civile della Bosnia Erzegovina, la città di Tuzla è sempre rimasta sotto il controllo delle forze armate bosniache.
È un'area carica di tensioni politiche, strategiche ed economiche, per essere tuttora un nodo di importanza vitale per tutte e tre le principali comunità di abitanti (bosgnacchi, croati, serbi). Dopo gli eventi bellici degli anni novanta e a seguito degli accordi di Dayton, questo comune è stato assegnato alla Federazione di Bosnia ed Erzegovina. In quella occasione i suoi confini sono stati ridisegnati completamente per motivi di natura etnico-politica.

## Cultura
A Tuzla sono presenti diverse istituzioni culturali, tra cui il Teatro nazionale (Narodno pozorište/Народно позориште) fondato il 17 aprile 1898, il Teatro Cabaret (Teatar Kabare/Театар Кабаре) fondato il 27 marzo 2002, una biblioteca nazionale e il museo della Bosnia orientale. La Biblioteca Nazionale dispone di circa 200 000 volumi.
La città ospita inoltre una delle principali università bosniache, l'università di Tuzla, fondata nel 1976.
In città si trovano diversi monumenti religiosi come la Moschea colorata (Šarena džamija), la Moschea del mercato (Čaršijska džamija) e anche la chiesa ortodossa serba risalente al 1874.
Numerosi sono gli scrittori, pittori e musicisti che sono nati a Tuzla. Uno dei più importanti scrittori di tutta la Bosnia ed Erzegovina, Meša Selimović, è nato e ha vissuto a Tuzla. A lui è dedicata anche la manifestazione culturale “Incontri letterari di Meša Selimović” durante la quale vengono premiati i migliori scrittori provenienti dalla Bosnia ed Erzegovina, Croazia, Serbia e Montenegro.

## Economia

### Turismo
Il lago salato, in bosniaco, croato e serbo Panonsko jezero/Панонско језеро (letteralmente Lago della Pannonia), rappresenta un'importante attrazione turistica per tutta la regione e non solo. Le sue coste ospitano infatti numerosi stabilimenti e spiagge attrezzate.
L'Aeroporto Internazionale di Tuzla, a 15 km dalla città, è la principale infrastruttura di servizio per l'industria turistica.

## Amministrazione

### Gemellaggi
- Bologna, dal 1994
- Osijek
- Pécs
- L'Hospitalet de Llobregat
- Sombor
- Saint-Denis (Senna-Saint-Denis)
- Dallas
- Delft
- Al Hoceïma